# Pankovics István
Pankovics István (ukránul: Степан Панкович), (Velejte, 1820. október 29. – Ungvár, 1874. augusztus 29.) görögkatolikus pap, Munkácsi püspök.

## Élete
Az ungvári szemináriumban végezte el tanulmányait, és 1851-ben szentelték pappá. Tulajdonképpen nem működött papként, hanem 20 éven keresztül házitanítóként alkalmazták magyar nemesi családoknál. 
1866-ban – gyakorlati tapasztalatainak hiánya ellenére – munkácsi püspökké nevezték ki, és ezt a Szentszék is jóváhagyta. 8 éves kormányzása alatt támogatta az akkoriban jelentkező erős magyarosítási törekvéseket, és maga is írt magyar nyelvű üdvözlő lelkipásztori leveleket híveinek. Ez együtt járt az autonómiát erősíteni akaró ruszin körök mellőzésével. 
Megtiltotta a helyi papnövendékeknek, hogy Bécsbe menjenek tanulni, ehelyett Pestet és Osztrohot jelölte meg lehetséges oktatási helyszínül. Félve, hogy a ruszin diákok „szlavizálódnak”, megtiltotta a kárpátaljai iskolákban az orosz nyelv tanítását, amely ugyancsak a görögkatolikus lakosság fokozatos elmagyarosodásához vezetett.
Pankovics viszonylag fiatalon, 53 éves korában hunyt el 1874-ben.

## Fordítás
- Ez a szócikk részben vagy egészben  a(z)   Степан_Панкович című ukrán Wikipédia-szócikk fordításán alapul.  Az eredeti cikk szerkesztőit annak laptörténete sorolja fel. Ez a jelzés csupán a megfogalmazás eredetét és a szerzői jogokat jelzi, nem szolgál a cikkben szereplő információk forrásmegjelöléseként.